# Анатровські стави
Анатровські стави (крим. Anatra avitlar), Міські стави (крим. Şeer avitlar) — стави на річці Слов'янка, притоки Салгиру. Знаходяться в місцевості Анатра міста Сімферополь.

## Опис

### Верхній став
Верхній ставок відокремлює від Нижнього Гренажний провулок і заплава Слов'янки. Це маленький рай для сімферопольських рибалок та для містян, що хочуть влаштувати пікнік — все довкола потопає у зелені. Зараз ставок обмілів і заріс, а колись водоймою ходили човни.

### Нижній став
Слідом за Верхнім йде Нижній ставок, який виходить прямо до Радіоринку.
Відомий як «Шкіркомбінатівський ставок» та «ставок Славича». Найбільша і, мабуть, найдавніша штучна водойма міста. Був облаштований на річці Слов'янка у 20-і роки XIX століття. На його березі розташований радіоринок і давно зачинене підприємство «Шкірвзуття». Колись Нижній ставок був одним з улюблених місць відпочинку сімферопольців.

## Історія
Найбільший ставок на Слов'янці (нині в районі радіоринку) відомий з 1820-х років.
В 1830-х роках генерал Славич купив цей ставок і сад навколо нього, побудувавши пізніше на його березі невелику дачу для своєї дружини Славич-Сосногорової Марії Олександрівни, авторки одного з перших путівників Кримом. Можливо, на прізвище генерала річка й дістала назву Слов'янка.
Ставок згодом став міським ставком. Славич збудував там невелику пристань і першу у місті човнову станцію: тут можна було брати човни напрокат, і ця розвага здобула безліч шанувальників серед городян.
Після переїзду Марії Олександрівни до Професорського куточка під Алуштою її сімферопольська дача та ставок прийшли у запустіння. Хоча ставок, як і раніше, називався ставком Славича.
22 лютого 1892 року Сімферопольська дума ухвалила рішення про проведення ще одного водопроводу вже зі ставка Славича.
Ще у Генеральному плані Сімферополя 1960-х років архітектор Крикун та інженер Липський намітили винос із Заводського промислових підприємств та створення біля річки Слов'янки лісопаркової зони відпочинку. Частково доброустрій було виконано, особливо до «200-річчя Сімферополя» у 1984 році. Наприклад, було створено набережну навколо Нижнього ставка (біля Радіоринку).

## Зображення

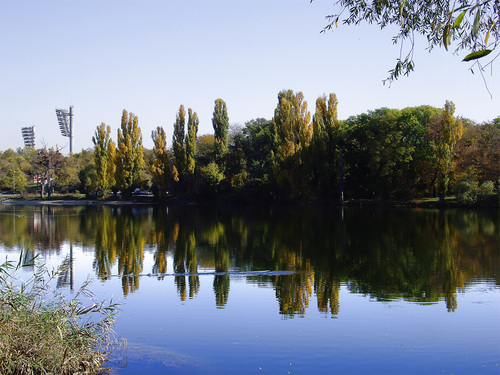
Нижній став, 2009 рік
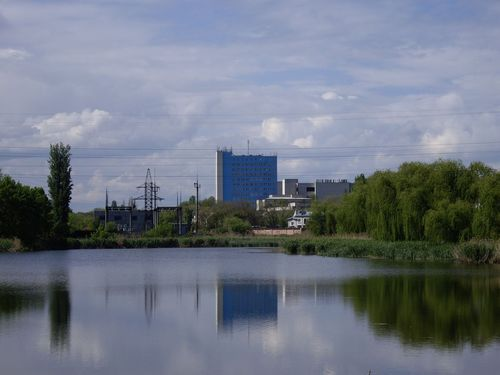
Верхній став, 2009 рік
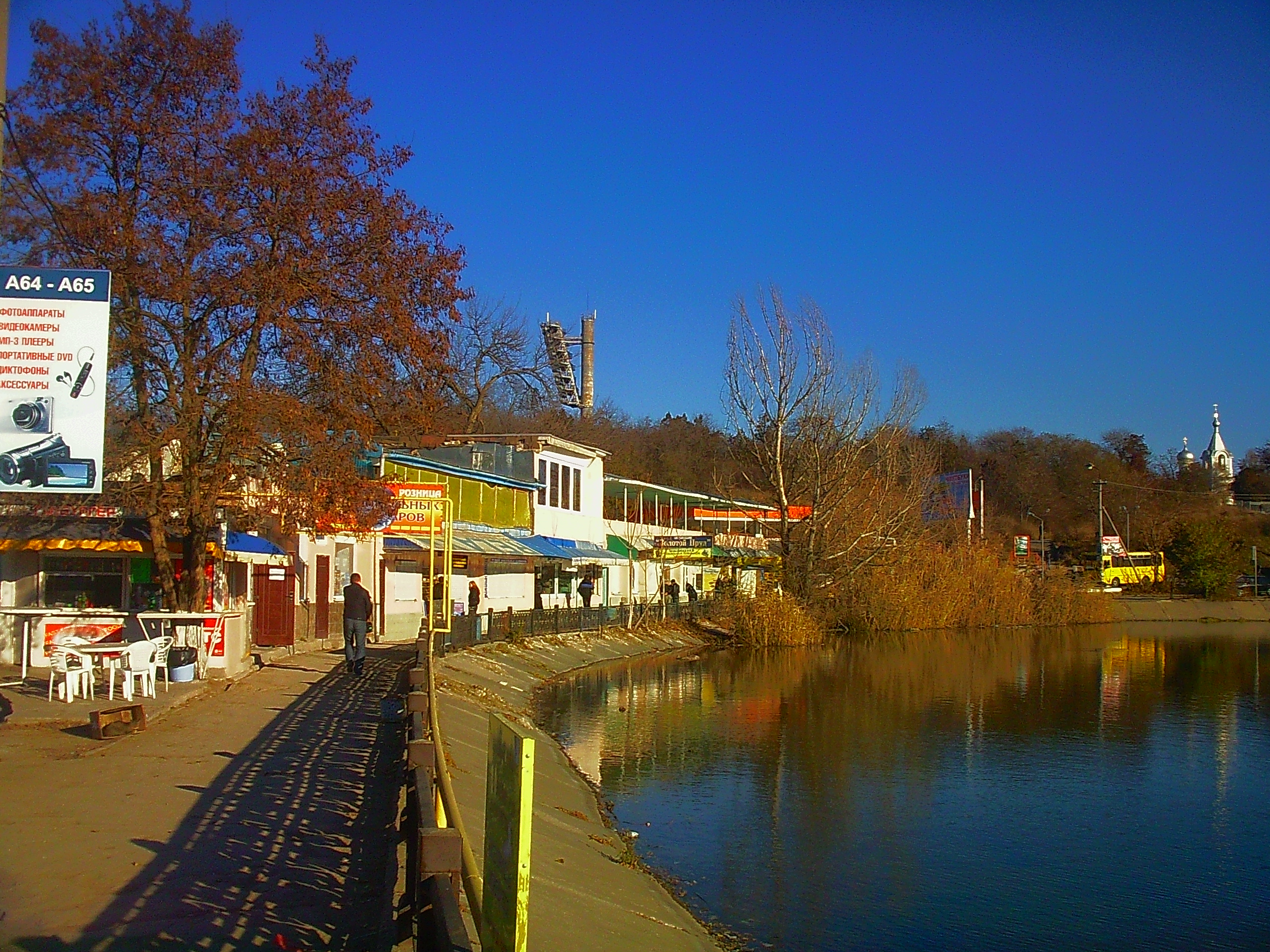
Набережна Нижнього ставу біля радіоринку, 2011 рік
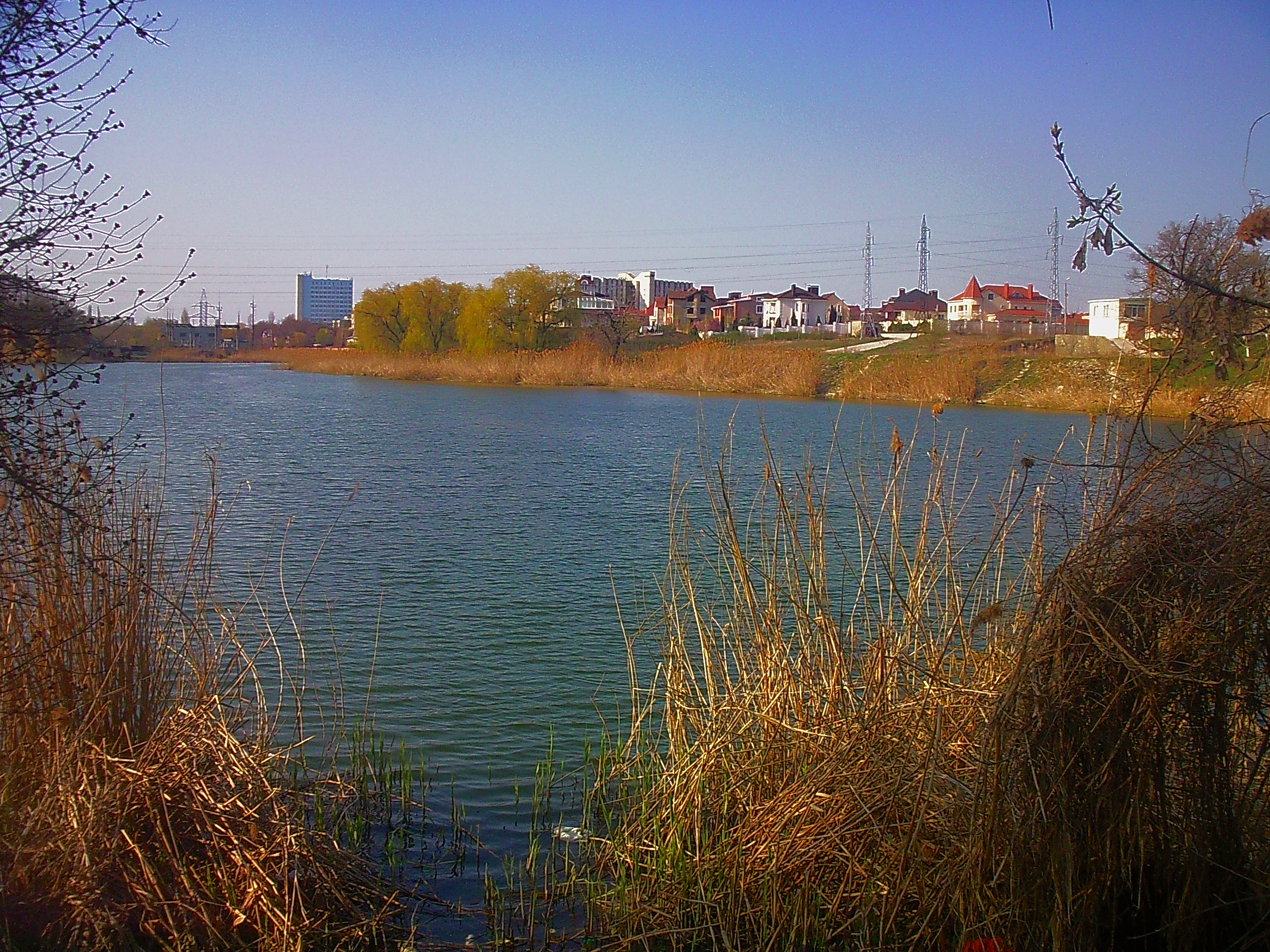
Нижній став, 2014 рік
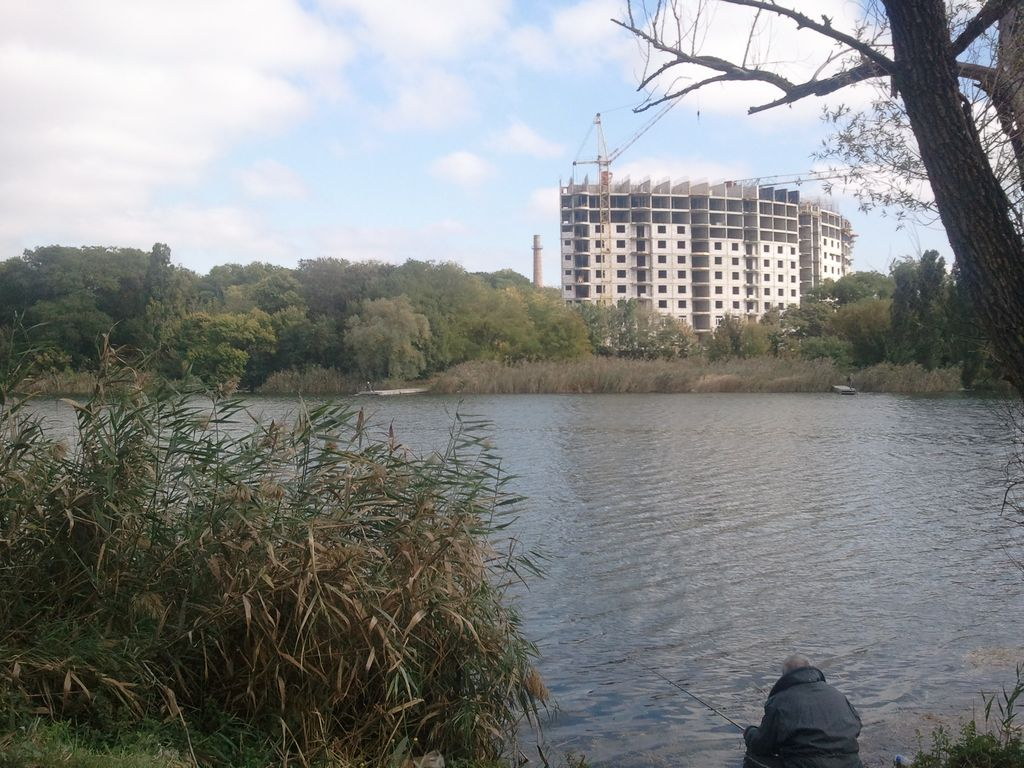
Будівництво готельного комплексу у зеленій зоні на березі нижнього ставка. Будується на місці спортивних майданчиків, 2018 рік